# Gaerisch
Gaerisch ist ein deutscher Familienname.

## Verbreitung
Der Familienname Gaerisch kommt sehr selten vor, am häufigsten in Deutschland.

## Namensträger
- Fritz Gaerisch (1922–2010), deutscher Hämatologe